# Slumming
Pour plus de détails, voir Fiche technique et Distribution.
Slumming est un film hélvético-autrichien de Michael Glawogger, sorti en 2006.

## Synopsis
Franz Kallmann est un clochard alcoolique qui essaie de vivre de ses poèmes en les vendant aux passants de Vienne. De temps en temps, il vient voir Herta, une prostituée, dans un bar. 
Deux yuppies, Sebastian et Alex, passent leurs soirées dans les bars et les cafés miteux à se moquer des personnes présentes. Ils appellent cela « s'encanailler » (« Slumming »). 
Un jour, ils croisent en face de la gare de l'Ouest Kallmann qui dort sur un banc, complètement soûl. Ils décident de lui jouer un tour, ils le mettent dans le coffre de leur voiture pour l'emmener en République tchèque. Là, ils le remettent sur un banc en face de la gare de Znojmo.
Quand Kallmann se réveille, il ne comprend rien à ce qui lui arrive. L'environnement lui est inconnu, les gens parlent une langue qu'il ne connaît pas. Quand il comprend qu'il est dans un pays étranger, il essaie de revenir à Vienne. Après avoir mendié plus ou moins difficilement, il prend le premier bus qui vient, mais celui-ci va à l'intérieur du pays. Kallmann essaie l'auto-stop. Après avoir couru pour éviter un contrôle de police, il se retrouve sur un terrain enneigé. Après une nuit dans une cabane sur un lac gelé, il passe la nuit suivante dans la grange d'une ferme. Les agriculteurs le découvrent, lui donnent à manger et lui permettent de téléphoner à Herta.
Pia, une des nombreuses connaissances Internet de Sebastian, apprend entre-temps la « plaisanterie », retrouve Herta puis cherche Kallmann.

## Fiche technique
- Titre : Slumming
- Réalisation : Michael Glawogger
- Scénario : Barbara Albert et Michael Glawogger
- Musique : Peter von Siebenthal, Daniel Jakob, Till Wyler, Walter W. Cikan
- Costumes : Martina List
- Photographie : Martin Gschlacht
- Son : Normann Büttner
- Montage : Christoph Schertenleib
- Production : Erich Lackner, Peter Wirthensohn
- Sociétés de production : Lotus Film, coop99, Abraxas, Dschoint Ventschr
- Société de distribution : Alpha Medienkontor
- Pays d'origine :  Autriche
- Langue : allemand
- Format : Couleurs - 1,85:1 - 35 mm
- Genre : Comédie dramatique
- Durée : 100 minutes
- Dates de sortie :
  -  Autriche : 24 novembre 2006.
  -  Allemagne : 19 avril 2007.

## Distribution
- Paulus Manker: Franz Kallmann
- August Diehl: Sebastian
- Michael Ostrowski:Alex
- Pia Hierzegger: Pia
- Maria Bill: Herta

## Autour du film
- La musique de la scène du bar est de la chanteuse serbe Dragana Mirković. Michael Glawogger a assisté à son concert à Francfort. Il lui demande sa collaboration qu'elle accepte. Il rajoute la scène du bar rien que pour elle.
- Le film était en compétition à la Berlinale le 10 février 2006.